# 알렉산드롭스키 정원

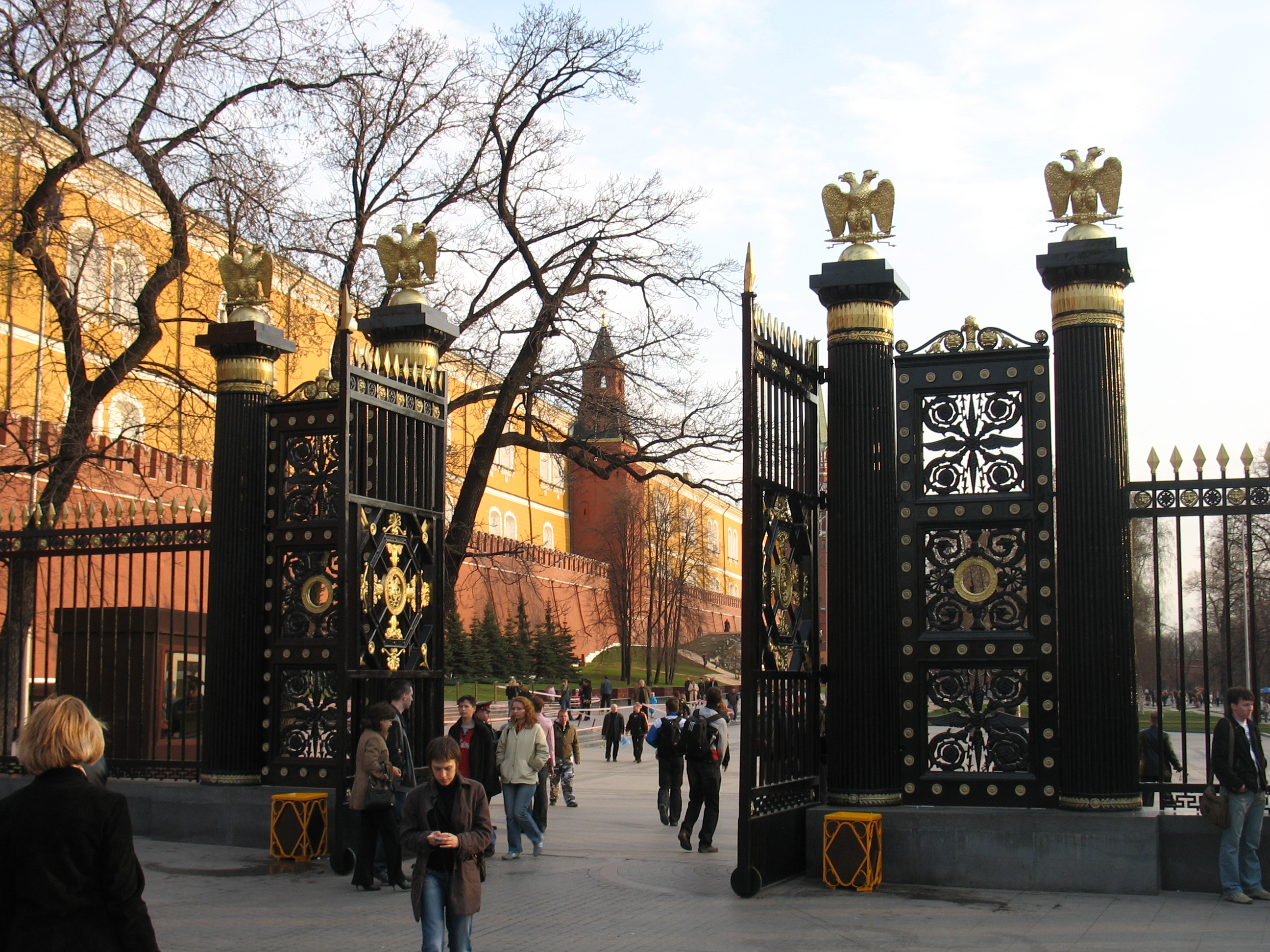
알렉산드롭스키 정원

알렉산드롭스키 정원(러시아어: Александровский сад)은 러시아 모스크바에 있는 공원이자 정원이다. 모스크바 크렘린 서쪽 벽을 따라 있는 것으로, 길이는 865m에 달한다. 여러 정원을 포함하는 것으로, 모스크바 마네지와 크렘린 사이에 있는 정원을 의미하기도 한다.

## 역사
나폴레옹 전쟁으로 파괴된 도시를 알렉산드르 1세가 재건하면서 네글리나야 강의 바닥에 정원을 지으라고 명하면서 시작되었다. 1819년부터 1823년까지 지어졌다.